# Bruin Leroy
Bruin Leroy is een Belgisch tafelbier van lage gisting.
Het bier wordt gebrouwen in Brouwerij Het Sas te Boezinge.
Het is een donkerbruin bier met een alcoholpercentage van 1,8%.

## Etiketbier
Bruin Leroy is het moederbier van Bruin, "levend gezinsbier" van drankcentrale Nevejan.